# Antoine Chevrier
Antoine Chevrier (nacido el 12 de abril de 1995 en Cholet) es un jugador de baloncesto francés que actualmente pertenece a la plantilla del Cholet Basket de la Pro A, la máxima división francesa. Con 1,98 metros de altura juega en la posición de Base.

## Trayectoria Profesional

### Cholet Basket
Formado en la cantera del Cholet Basket, jugó con el primer equipo 1 partido de liga (1 min) y 1 de EuroChallenge (4 min) en la temporada 2013-2014, 2 de liga (3 min en total) en la temporada 2014-2015 y otros 2 de liga (2 min en total) en la temporada 2015-2016.

## Selección francesa
Disputó con las categorías inferiores de la selección francesa el Campeonato Mundial de Baloncesto Sub-17 de 2012, celebrado en Kaunas, Lituania, donde Francia acabó en 10.ª posición.
Disputó 5 partidos con un promedio de 3,8 puntos (42,9 % en triples y 75 % en tiros libres) y 1 rebote en 10,4 min de media.